# Lenarchus brevipennis
Lenarchus brevipennis là một loài Trichoptera trong họ Limnephilidae. Chúng phân bố ở miền Tân bắc.